# Javanesiska
Javanesiska eller javanska  är ett malajo-polynesiskt språk i den austronesiska språkfamiljen. Språket talas som modersmål av ungefär 84 miljoner människor, vilket gör det till det 10:e största språket i världen(2013) och det största av de austronesiska språken.
Javanesiska har status som regionalt språk i tre javanesiska provinser: Jawa Tengah (centrala Java), Yogyakarta och Jawa Timur (Östra Java).

## Utbredning

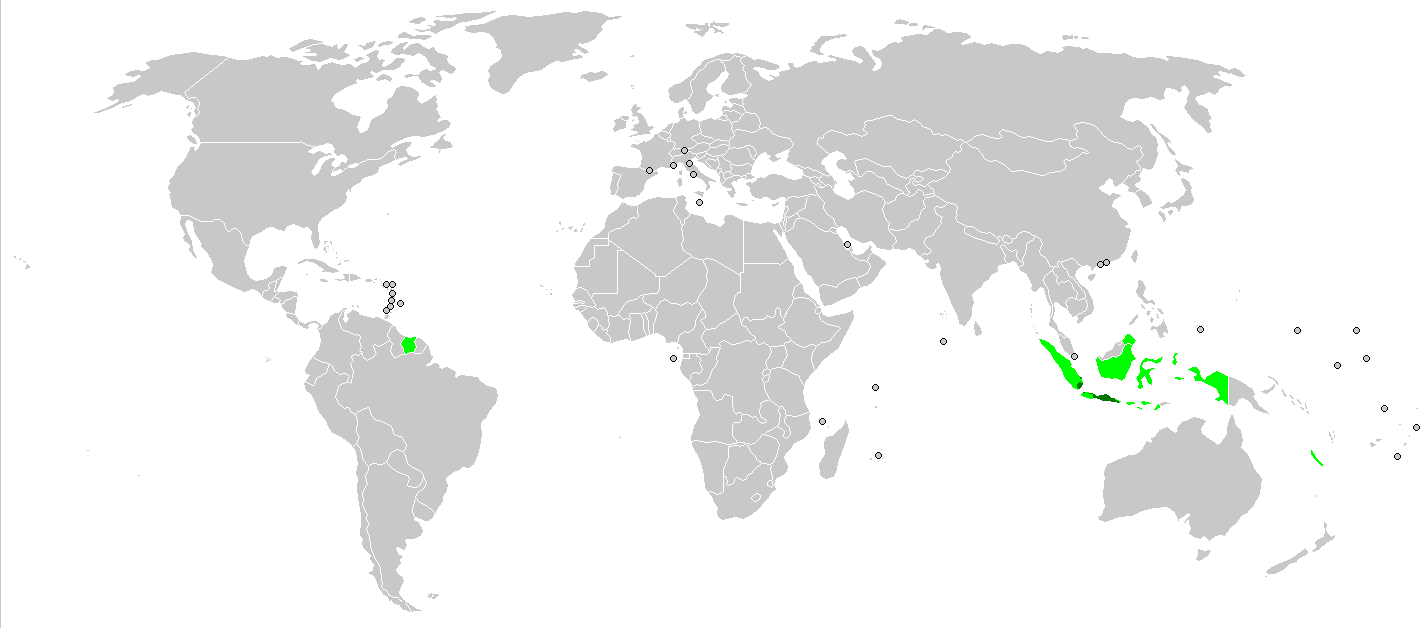
Javanesiskans utbredning i världen. Mörkgrön färg indikerar majoritetsspråk.

De flesta talare är bosatta i de centrala och östra delarna av ön Java i Indonesien (omkring 97 procent av befolkningen på centrala Java och omkring 75 procent av befolkningen på östra Java talar javanesiska).
Andra områden där javanesiska talas är de sydostasiatiska grannländerna, framför allt Malaysia, den forna kolonialmakten Nederländerna och gamla holländska kolonier som Surinam.

## Dialekter
Det finns tre huvudsakliga dialekter: Västjavanesiska, centraljavanesiska och östjavanesiska, där den centraljavanesiska dialekten ligger till grund för standardjavanesiskan. Dialekterna är ömsesidigt förståeliga. Surinamsk javanesiska ligger också centraljavanesiskan närmast.
Språket är nära släkt med sundanesiska, maduresiska och balinesiska.

## Skriftspråk

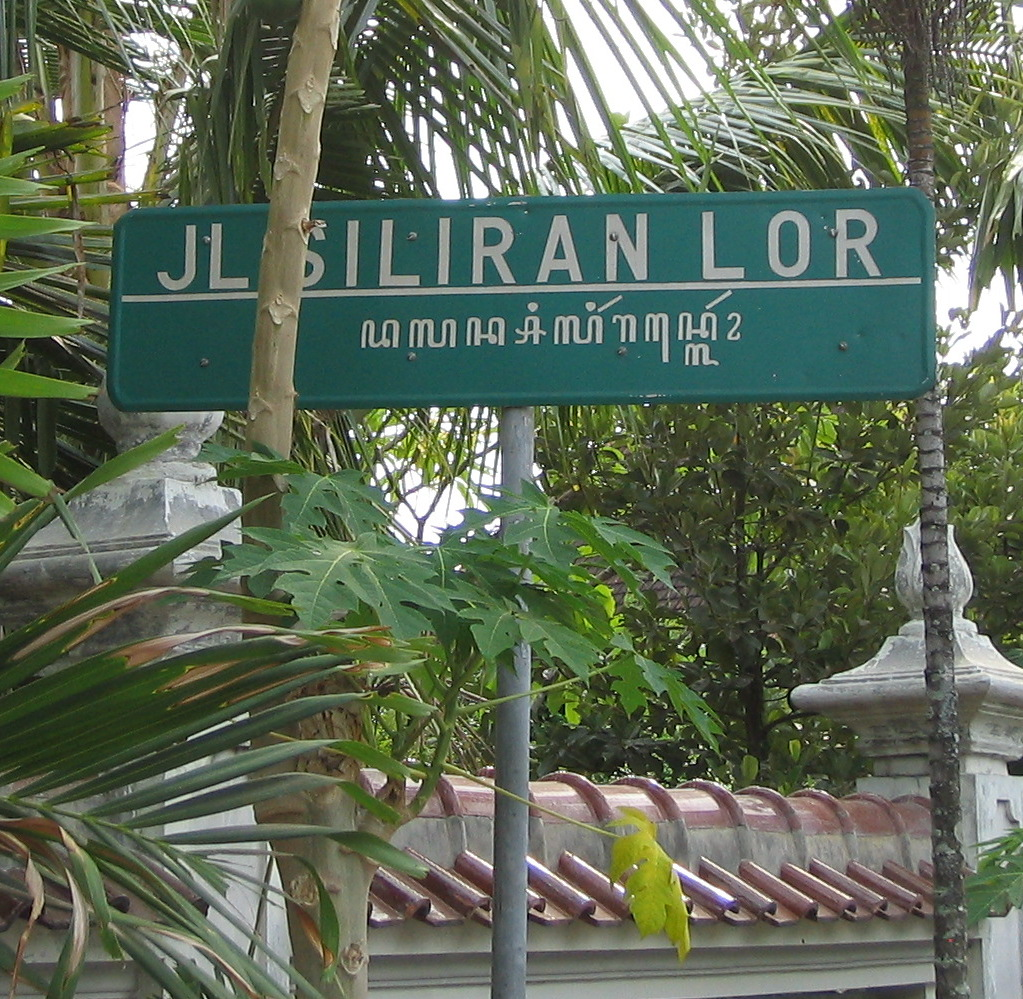
Gatuskylt i Yogyakarta med latinska och javanesiska tecken.

Ett javanesiskt skriftsystem (Carakan) har varit i bruk sedan 900-talet e.Kr.. Ända sedan den tiden finns också en kontinuerlig litterär tradition. Det javanesiska, stavelsebaserade, skriftspråket är nära släkt med det balinesiska.
Under 1900-talet har den javanesiska skriften mer och mer övergivits till förmån för latinska bokstäver eller modifierade arabiska bokstäver.

## Historia

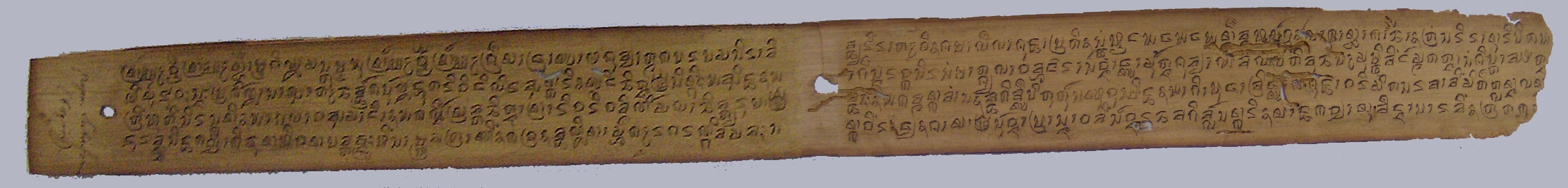
Javanesisk dikt skriven på palmblad, en så kallad kakawin från 1300-talet.

Det allra äldsta beviset på skriven javanesiska finns i sanskritinskriptionen Tarumanegara från 450 e.Kr. Det äldsta bevarade dokumentet som skrivs helt på javanesiska kallas "Sukabumi-inskriptionen" och är daterad till mars 804 e.Kr. Det är emellertid en avskrift av ett original som är 120 år äldre, där bara denna kopia blivit bevarad. Dokumentet gäller byggandet av en damm för konstbevattning i närheten av floden Śrī Hariñjing, som numera har namnet Srinjing.